# Frank Carrel
Frank Carrel, né le 7 septembre 1870 et mort le 30 juillet 1940 à Québec, est un éditeur, homme d'affaires et un homme politique québécois.

## Biographie

### Jeunesse et études
Il est le fils de James Carrel, propriétaire et éditeur de journaux, et de Josepha Butchard. Il étudie à la Quebec High School (en), au Stanstead Wesleyan College puis à l'Académie commerciale de Québec.

### Carrière
Durant sa carrière, il est éditeur, propriétaire et imprimeur de plusieurs journaux. Il est également président, directeur ou actionnaires de plusieurs sociétés financières. Son implication sociale est majeure. Il est membre de nombreux clubs (automobile, littéraire, militaire, etc). En 1893, il est l'initiateur du Carnaval de Québec.
Le 18 février 1918, il est nommé conseiller législatif du Golfe. Il appuiera le Parti libéral du Québec. Il occupe ce poste jusqu'à son décès.

### Postérité
Il est inhumé au cimetière Mount Hermon, dans le quartier Sillery, à Québec.
La rue Frank-Carrel honore sa mémoire à Québec. Cette rue longe en partie l'autoroute Charest (A-440) du côté sud.